# Ga Cung Thiếu nhi
Ga Cung Thiếu nhi là một trong các nhà ga của Tuyến số 2 nằm tại thành phố Thủ Đức, Thành phố Hồ Chí Minh.
Nhà ga nằm trên đường Mai Chí Thọ, phía Nam giáp Khu đô thị Sala, phía Bắc giáp hồ Thủ Thiêm